# Åsbro
Åsbro är en tätort i Askersunds kommun, cirka 15 kilometer norr om Askersund. Orten ligger alldeles intill sjön Tisaren.
1905 förlades ett mindre impregneringsverk för slipers till Åsbro. Det flyttades då från Mariedamm, och tillhörde Statens Järnvägar. Anläggningen övertogs 1935 av Vattenfallsstyrelsen, som byggde ut 1935-36 för impregnering av ledningsstolpar (Åsbro gamla impregnering). En ny anläggning togs i bruk 1952 (Åsbro nya impregnering). Båda anläggningarna har orsakat förorening av marken. Mellan 1940-talet och 2008 var en vapenfri värnpliktsutbildning förlagd i Åsbro. Anläggningen fungerar nu som kursgård för YH-utbildning i t.ex. Anläggningsmontör – storkraftsnätet 
Åsbrohemmet i Västra Å var på mitten av 1900-talet ett av Europas största behandlingshem för alkoholister (numera nedlagt). Sångerskan Eva Eastwood är uppvuxen i Åsbro.

## Befolkningsutveckling
| Befolkningsutvecklingen i Åsbro 1950–2020 | Befolkningsutvecklingen i Åsbro 1950–2020 | Befolkningsutvecklingen i Åsbro 1950–2020 | Befolkningsutvecklingen i Åsbro 1950–2020 | Befolkningsutvecklingen i Åsbro 1950–2020 |
| ----------------------------------------- | ----------------------------------------- | ----------------------------------------- | ----------------------------------------- | ----------------------------------------- |
|                                           |                                           |                                           |                                           |                                           |
| År                                        |                                           |                                           | Folkmängd                                 | Areal (ha)                                |
| 1950                                      | 1950                                      |                                           | 260                                       |                                           |
| 1960                                      | 1960                                      |                                           | 500                                       |                                           |
| 1965                                      | 1965                                      |                                           | 590                                       |                                           |
| 1970                                      | 1970                                      |                                           | 716                                       |                                           |
| 1975                                      | 1975                                      |                                           | 1 040                                     |                                           |
| 1980                                      | 1980                                      |                                           | 1 352                                     |                                           |
| 1990                                      | 1990                                      |                                           | 1 333                                     | 211                                       |
| 1995                                      | 1995                                      |                                           | 1 294                                     | 211                                       |
| 2000                                      | 2000                                      |                                           | 1 190                                     | 211                                       |
| 2005                                      | 2005                                      |                                           | 1 145                                     | 211                                       |
| 2010                                      | 2010                                      |                                           | 1 164                                     | 217                                       |
| 2015                                      | 2015                                      |                                           | 1 321                                     | 309                                       |
| 2020                                      | 2020                                      |                                           | 1 465                                     | 303                                       |
|                                           |                                           |                                           |                                           |                                           |